# Ricinin
Ricinin je pyridinový (přesněji 2-pyridonový) alkaloid.

## Fyzikální vlastnosti
Ricinin je málo rozpustný ve vodě a ethanolu, rozpustný v horké vodě a chloroformu, nerozpustný v petroletheru. Tvoří bezbarvé prizmatické / šupinkovité krystalky.

## Chemické vlastnosti
Ricinin je funkční a substituční derivát (nitril) nikotinové kyseliny (niacinu), konkrétně 4-methoxy-1-methyl-2-oxo-1,2-dihydropyridin-3-karbonitril.
N-Methylpyridonový dusík není bazický, ricinin proto netvoří s kyselinami běžné soli.
Za podmínek alkalické hydrolýzy dochází k demethylaci methoxyskupiny za vzniku 4-hydroxy-1-methyl-2-oxo-1,2-dihydropyridin-3-karbonitrilu (zvaného také ricininová či ryscinová kyselina).

## Toxikologie
Spolu s toxikologicky významnějším bílkovinným toxinem ricinem je obsažen v semenech skočce obecného. Může tedy sloužit jako biomarker ricinové otravy (detekce v moči).